# Comic Relief
Comic Relief (literalmente em português: "Alívio Cômico") é uma organização britânica de caridade, que "utiliza o riso para combater a miséria".
Fundada em 1985 pelo escritor de comédias Richard Curtis, a organização surgiu para ajudar a combater a fome na Etiópia. Hoje angaria fundos para países africanos e para lutar contra a pobreza no Reino Unido. A ideia do Comic Relief veio da conhecida Jane Tewson, então presidente da British NGO Charity Projects. Inicialmente os fundos eram levantados de eventos ao vivo, sendo que o mais notável era uma comédia no Shaftesbury em Londres, que foi à televisão em 1986.
Um princípio fundamental do trabalho da Comic Relief é o Golden Pound Principle ("Princípio da Libra de Ouro"), no qual toda e qualquer libra é gasta em projetos de caridade. Todos os outros gastos, como salário dos membros, são cobertos por patrocinadores ou por juros adquiridos enquanto o dinheiro espera para ser direcionado aos projetos.

## Doações de famosos
J. K. Rowling, autora da série Harry Potter, publicou também outros dois livros: Quadribol Através dos Séculos e Animais Fantásticos e Onde Habitam, que tiveram todo o lucro doado à Comic Relief, e foram publicados com material e mão-de-obra mais baratos.
A banda inglesa McFLY também teve participação, em 2005 e 2007, quando visitaram a Uganda e arrecadaram milhões de libras com a venda de singles, assim como as Spice Girls em fevereiro de 1997, com o clipe do single Who Do You Think You Are, que foi o single que mais rendeu para a instituição.
Em 2013 a boyband britânica One Direction lançou a música One Way Or Another (Teenages Kicks), que teve seu lucro revertido para a Comic Relief.